# Maurice Hagemans

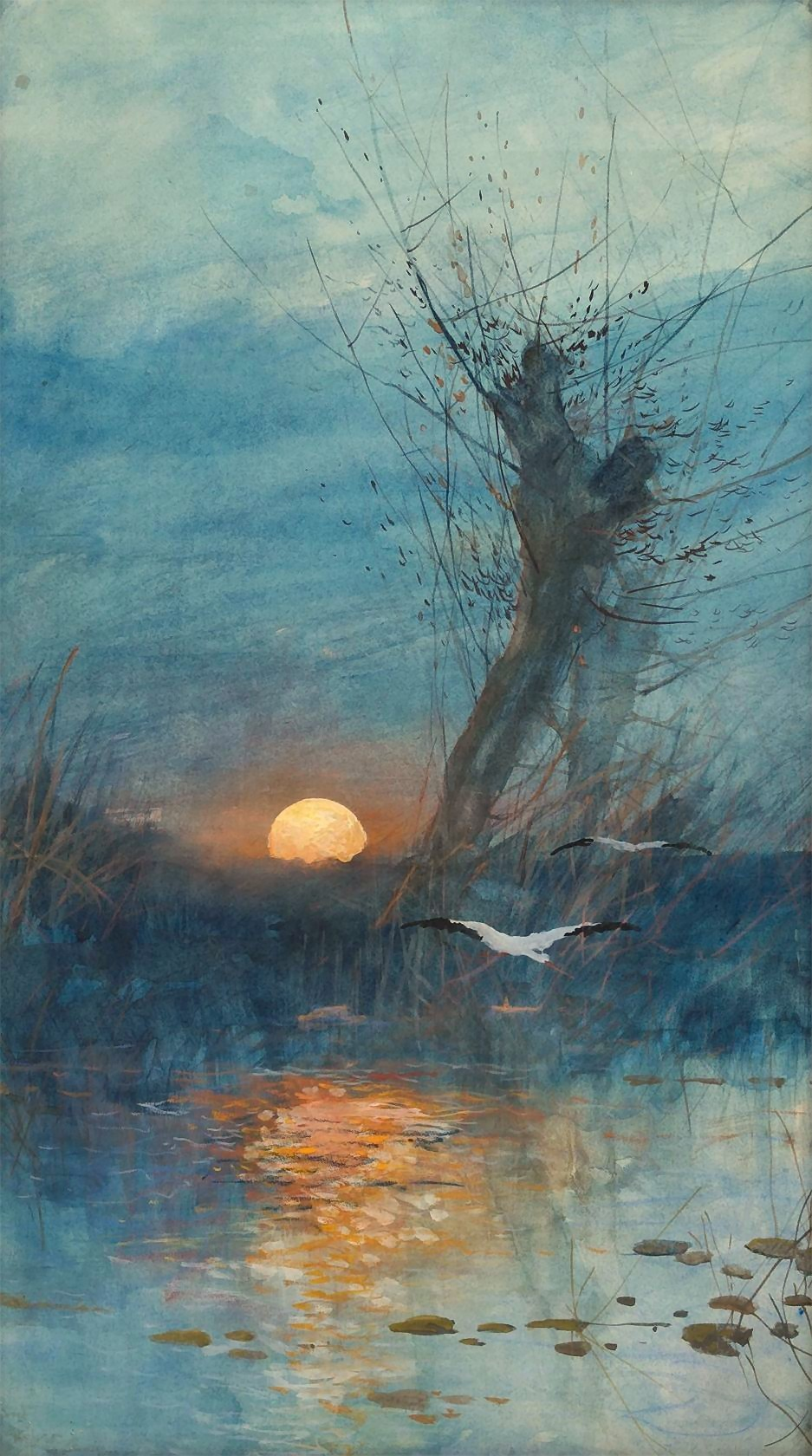
Sonnenuntergang über dem Teich mit Störchen

Maurice Hagemans (* 17. August 1852 in Lüttich; † 11. November 1917 in Ixelles/Elsene) war ein belgischer Maler und Aquarellist.

## Leben und Wirken
Maurice Hagemans entstammte einer reichen Bankiersfamilie. Sein Vater erbte im Alter von 21 Jahren das Familienvermögen. Hagemans verbrachte seine Kindheit in Belgien, Italien und der Schweiz, wo sein Vater archäologische Untersuchungen durchführte. Die Familie kehrte um 1860 nach Belgien zurück und ließ sich im Dorf Macquenoise bei Momignies in der Provinz Hennegau nieder. Sein Vater wurde 1866 liberaler Abgeordneter.
Der junge Hagemans schloss die Sekundarstufe ab und beschloss, Künstler zu werden. Er begann um 1873 als Autodidakt zu malen und half seinem Vater bei seinen archäologischen Untersuchungen. 1874 traf er Félicien Rops auf einer archäologischen Konferenz in Stockholm. Dieser lud Hagemans ein, sich in Anseremme in der Provinz Namur niederzulassen und Mitglied der Gruppe von Malern und Schriftstellern der örtlichen Malschule zu werden. Er freundete sich mit Périclès Pantazis und anderen Künstlern an.
Hagemans blieb ungefähr fünf Jahre in Anseremme, er heiratete dort Marie Bricart. Anschließend ließ er sich in Brüssel nieder, wo er 1883 Mitglied des neu gegründeten „Cercle des Aquarellistes et des Aquafortistes Belges“ wurde. Im folgenden Jahr schloss er sich der Gruppe „Les Hydrophiles“ an, einer Abspaltung des „Cercle des Aquarellistes“. In dieser Zeit reiste er oft nach Skandinavien und Deutschland.
Hagemans zog für eine Weile nach Antwerpen, 1886 ließ er sich in Ixelles nieder. Von dort reiste er regelmäßig ins Maastal, um zu malen. 1901 kaufte er die Villa „des Pommiers“ in Freÿr, wo er ein Malatelier errichtete. Er blieb auch regelmäßig an der belgischen Küste, um zu malen.
Hagemans starb im Alter von 65 Jahren in seiner Heimatstadt Ixelles und ist dort auf dem örtlichen Friedhof begraben. Sein Sohn Paul Hagemans (1884–1959) wurde ebenfalls Maler.